# الجريمة في إندونيسيا
الجريمة في إندونيسيا موجودة بأشكال مختلفة.

## الجريمة حسب النوع

### الجرائم ضد الأجانب
تنتشر جرائم سرقة جيوب الناس في إندونيسيا، وعادة ما تحدث في مواقع تشهد اكتظاظا بالسكان. تُعتبر عمليات احتيال سيارات الأجرة شائعة في إندونيسيا، حيث يتم تمرير سيارات الأجرة المزيفة على أنها سيارات أجرة حقيقية. غالبا ما ينخدع المسافرون الأجانب بهذه الخدعة، وينتهي بهم المطاف بسرقة ممتلكاتهم من قبل صاحب سيارة الأجرة المزيفة. تنامت الجرائم العنيفة في السنوات الأخيرة في البلاد. يمكن العثور على البضائع المقرصنة والمزيفة بسهولة في معظم أنحاء إندونيسيا.

### الدعارة
الدعارة في إندونيسيا غير قانونية، كما أنها تعد «جريمة ضد الآداب/الأخلاق». ومع ذلك، لا تزال ممارسة الدعارة واسعة الانتشار ومنظمة كما أن ممارسيها يتم التسامح معهم في غالب الأحيان. تنتشر بيوت الدعارة أو لوكاليساسي في جميع أنحاء إندونيسيا.